# Guido Giacomelli

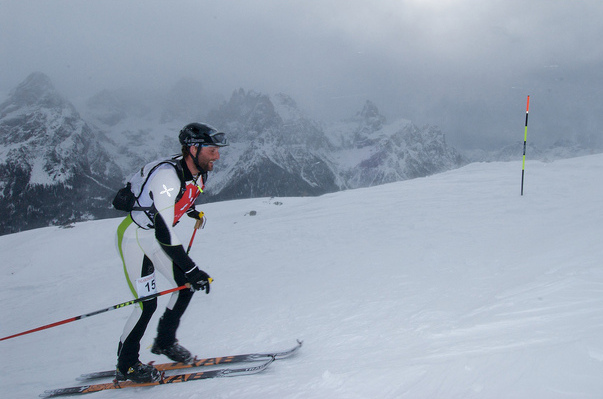
Guido Giacomelli

Guido Giacomelli  (* 5. September 1980 in Sondalo) ist ein italienischer Skibergsteiger und mehrfacher Titelgewinner.

## Biografie
Mit dem Skibergsteigen fing er 1995 an. Mit der Teilnahme an der Pierra Menta im Jahr 1998 bestritt er seinen ersten Wettkampf. Seit 2002 ist er Mitglied in der italienischen Nationalmannschaft Skibergsteigen. 2006 war er bei der Patrouille des Glaciers im Siegerteam, das den Streckenrekord aufstellte.
Außer Skibergsteigen fährt er Ski Alpin und betreibt Skilanglauf.

## Erfolge (Auswahl)
- 2002:
  - 1. Platz Weltmeisterschaft Skibergsteigen Nachwuchs

- 2004:
  - 2. Platz bei der Weltmeisterschaft Skibergsteigen Staffel (mit Carlo Battel, Graziano Boscacci und Martin Riz)
  - 8. Platz bei der Weltmeisterschaft Skibergsteigen Team mit Mirco Mezzanotte

- 2005:
  - 1. Platz Europameisterschaft Skibergsteigen Single
  - 1. Platz bei der Europameisterschaft Skibergsteigen Staffel mit Brunod, Reichegger und Matteo Pedergnana
  - 2. Platz Weltcup Skibergsteigen Team (mit Mezzanotte)
  - 5. Platz Weltcup, Salt Lake City

- 2006:
  - 1. Platz Weltmeisterschaft Skibergsteigen Staffel (mit Lunger, Reichegger, Brunod)
  - 1. Platz Europacup Single
  - 1. beim Adamello Ski Raid (mit Lunger und Mezzanotte)
  - 1. Platz Mountain Attack, Saalbach
  - 5. Platz bei der Weltmeisterschaft Skibergsteigen Team mit Hansjörg Lunger

- 2007: 
  - 1. Platz Trofeo Mezzalama (mit Pellissier und Troillet)
  - 1. Platz beim Mountain Attack
  - 1. Platz Sellaronda Skimarathon (mit Lunger; Streckenrekord)
  - 5. Platz bei der Europameisterschaft Skibergsteigen Kombinationswertung
  - 3. Platz bei der Europameisterschaft Skibergsteigen mit Jean Pellissier
  - 9. Platz bei der Europameisterschaft Skibergsteigen Einzel

- 2008:
  - 1. Platz bei der Weltmeisterschaft Skibergsteigen Langdistanz
  - 2. Platz bei der Weltmeisterschaft Skibergsteigen Team mit Lunger

### Trofeo Mezzalama
- 2003: 4. Platz mit Camillo Vescovo und Mirco Mezzanotte
- 2005: 1. Platz mit Patrick Blanc und Stéphane Brosse

### Pierra Menta
- 2005: 3. Platz mit Jean Pellissier
- 2006: 2. Platz mit Hansjörg Lunger
- 2007: 2. Platz mit Hansjörg Lunger
- 2008: 2. Platz mit Hansjörg Lunger

### Patrouille des Glaciers
- 2006: 1. Platz und Rekordzeit mit Patrick Blanc und Stéphane Brosse

| Personendaten    | Personendaten                |
| ---------------- | ---------------------------- |
| NAME             | Giacomelli, Guido            |
| KURZBESCHREIBUNG | italienischer Skibergsteiger |
| GEBURTSDATUM     | 5. September 1980            |
| GEBURTSORT       | Sondalo                      |